# Nsi Kwilu
Nsi Kwilu is een moderne Kikongo-herlettering van Essiquilu, de term die door de Italiaanse capuchijn-missionaris Girolamo da Montesarchio in 1650 werd gebruikt voor het gebied langs de Kwilurivier nabij Matadi, in de huidige Democratische Republiek Congo.
Deze spelling, bepaald door Jean Cuvelier, betekent in Kikongo "het land van Kwilu." Volgens Montesarchio was het in Nsi Kwilu dat de eerste koningen van het Koninkrijk Kongo regeerden voordat ze de heerschappij over het grote koninkrijk verwierven, dat het noordelijke deel van het huidige Angola in de 15e eeuw controleerde. Het gebied was ook een oud religieus centrum, met rotstekeningen die teruggaan tot de 6e eeuw.